# Blanca Parés
Blanca Parés (Barcellona, 16 settembre 1991) è un'attrice spagnola divenuta nota per il ruolo di Quintina Pelayo interpretato nella soap opera Il segreto. Nel 2016 ha recitato nel film Julieta, diretto da Pedro Almodóvar e candidato alla Palma d'oro al Festival di Cannes.

## Biografia
Blanca Parés inizia la sua carriera da attrice professionista nel 2012, entrando a far parte del cast de Il segreto, interpretando il ruolo della giovane circense cieca Quintina Pelayo. Quintina, che nel corso delle puntate acquisterà la vista grazie a un'operazione agli occhi, finisce per innamorarsi e sposare Hipólito Mirañar (interpretato da Selu Nieto), figlio del sindaco di Puente Viejo. Abbandona la soap opera nel 2015, dopo oltre 500 episodi, per intraprendere una nuova fase lavorativa.
Nel 2015 debutta al cinema con il film Pasión criminal e lo stesso anno inizia le riprese di Julieta dove, diretta da Pedro Almodovar, interpreta il ruolo di Antía da adolescente, figlia della protagonista Julieta.
Nel 2016 inizia a lavorare nel serial TV Per sempre nel ruolo di Alba Novoa, figlia più giovane dell'omonima famiglia.

## Filmografia

### Cinema
- Pasión criminal, regia di Rubén Dos Santos (2015)
- Julieta, regia di Pedro Almodóvar (2016)
- El último unicornio, regia di Carmen Blanco (2017)
- Los amores cobardes, regia di Carmen Blanco (2018)[4]

### Televisione
- Il segreto (El secreto de Puente Viejo) – serial TV, 553 episodi (2012-2015) – Quintina Pelayo
- Per sempre (Amar es para siempre), serial TV, 256 episodi (2016-2017) – Alba Novoa
- Inhibidos, webserie – 8 episodi (2017) – María[5]

## Doppiatrici italiane
- Roberta De Roberto ne Il segreto
- Gemma Donati in Julieta